# بنیتو کربن
بنیتو کربن (انگلیسی: Benito Carbone؛ زادهٔ ۱۴ اوت ۱۹۷۱) بازیکن پیشین و سرمربی کنونی فوتبال اهل ایتالیا است که هم اکنون هدایت اینتر میلان پریماورا را برعهده دارد.
از باشگاه‌هایی که در آن بازی کرده‌است می‌توان به باشگاه فوتبال شفیلد ونزدی، باشگاه فوتبال اینتر میلان، باشگاه فوتبال رجینا، باشگاه فوتبال دربی کانتی، باشگاه فوتبال آسکولی، باشگاه فوتبال تورینو، باشگاه فوتبال پارما، باشگاه فوتبال آ.اس. رم، باشگاه فوتبال استون ویلا، باشگاه فوتبال کومو، باشگاه فوتبال سیدنی، باشگاه فوتبال میدلزبرو، باشگاه فوتبال ویچنزا، باشگاه فوتبال ناپولی، و باشگاه فوتبال برادفورد سیتی اشاره کرد.
وی همچنین در تیم ملی فوتبال زیر ۲۱ سال ایتالیا بازی کرده‌است.